# Xã Chadwick, Quận Christian, Missouri
Xã Chadwick (tiếng Anh: Chadwick Township) là một xã thuộc quận Christian, tiểu bang Missouri, Hoa Kỳ. Năm 2010, dân số của xã này là 409 người.